# Åkeshov (stacja metra)
Åkeshov – powierzchniowa stacja sztokholmskiego metra, leży w Sztokholmie, w dzielnicy Västerort (Bromma), w Norra Ängby. Na zielonej linii (T17 i T19), między Ängbyplan i Brommaplan, stacja początkowa linii T17. Dziennie korzysta z niej około 2 400 osób.
Stacja znajduje się równolegle do Bergslagsvägen, tam również zlokalizowano jedyne wyjście. Stację otworzono 26 października 1952 jako 28. w systemie, składy jeździły wówczas na linii Hötorget-Vällingby. Posiada dwa perony z 3 krawędziami.

## Sztuka
- Brązowa miniatura Zawiązanego pistoletu w hali biletowej, Carl Fredrik Reuterswärd, 1998[4]

## Czas przejazdu
| Linia | Stacja          | Czas przejazdu | Stacja                               | Czas przejazdu             |
| T17   | Skarpnäck       | 39 min         | Alvik T-Centralen Gamla stan Slussen | 7 min 20 min 21 min 23 min |
| T19   | Hässelby strand | 12 min         | Alvik T-Centralen Gamla stan Slussen | 7 min 20 min 21 min 23 min |
| T19   | Hagsätra        | 43 min         | Alvik T-Centralen Gamla stan Slussen | 7 min 20 min 21 min 23 min |

## Otoczenie
W najbliższym otoczeniu stacji znajdują się:
- Åkeshovs gård
- Åkeshovs ridhus
- Åkeshovs simhall
- Åkeshovs idrottshall
- Nya Elementar bollplan
- Nya Elementar skola
- Bromma skoldaghem